# Protaetia bifenestrata
Protaetia bifenestrata är en skalbaggsart som beskrevs av Louis Alexandre Auguste Chevrolat 1841. Protaetia bifenestrata ingår i släktet Protaetia och familjen Cetoniidae. Inga underarter finns listade i Catalogue of Life.